# Дауд-шах I
Дауд-шах I (урду داود شاہ بہمنی; д/н — 22 травня 1378) — 4-й султан держави Бахмані у квітні-травні 1378 року.

## Життєпис
Онук султана Ала-ад-дін Бахман-шаха, син Махмуд-хана. При народженні звався Дауд-хан. Відомостей про його діяльність обмаль. 1375 року брав участь у військовій кампанії проти Віджаянагарської держави, очолюючи 7-тисячний загін кінноти. Відзначився під час битви при Віджаянагарі 1377 року. 1378 року після відступу султана Муджахід-шаха до держави Бахмані був звинувачений останнім в невдачі під час облоги фортеці Адоні. Тоді він змовився з Масуд-ханом, що мав особисту образу на султана, разом з яким вони 12 квітня вбили Муджахіда.
Зацим Дауд оголосив себе султаном. Втім трохи більше ніж за місяць за наказом Рух Парвар, сестри Муджахід-шаха, раб Баках вбив Дауд-шах I під час п'ятничної молитви у Великій мечеті Гулбарги. Втім владу перебрав брат загиблого Мухаммад-шах II.